# Песоа, Жуан
Жуа́н Песо́а Кавалка́нти ди Албуке́рки (порт. João Pessoa Cavalcanti de Albuquerque, 24 января 1878, Умбузейру, Параиба, Бразильская империя — 26 июля 1930, Ресифи, Бразилия) — бразильский юрист и политический деятель, губернатор штата Параиба в 1928—1930 годах.
Племянник одиннадцатого президента Бразилии Эпитасиу Песоа.

## Биография

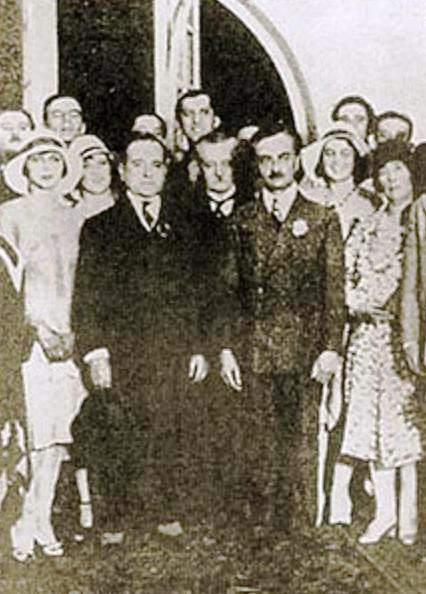
Варгас и Песоа (справа)

Получил высшее образование на юридическом факультете университета Ресифи, который окончил 19 декабря 1903 года со степенью бакалавра права. До 1910 года занимался адвокатской практикой. Позже был назначен главой Высшего военного суда Бразилии.
22 июня 1928 года был избран губернатором штата Параибы, и через 4 месяца официально вступил в должность.
В своем правительстве продвигал реформу политико-административной структуры государства и, столкнувшись с финансовыми трудностями, ввёл налогообложение торговли между внутренними частями Параибы и портом Ресифи, которая раньше не облагалась налогом. Эта мера способствовала финансовому оздоровлению государства, но вызвала большое недовольство среди фермеров во внутренних районах и оказал сильное влияние на политику государства.
29 июля 1929 года Песоа отказался поддержать кандидатуру Жулиу Престиса на пост президента, так как это противоречило «политике кофе с молоком». Позже присоединился к оппозиционному Либеральному альянсу Жетулиу Варгаса и баллотировался на пост вице-президента Бразилии. На состоявшихся 1 марта 1930 года выборах Варгас и Песоа проиграли, но не признали своего поражения.
Его убийство, происшедшее в Ресифи 26 июля 1930 года, вызвало большой резонанс в обществе и считается одной из причин революции 1930 года, которая свергла президента Вашингтона Луиса и привела к власти Жетулиу Варгаса
Его историческое наследие вызывает определенные споры. Его сторонники утверждают, что он был борцом с местными олигархиями и выступал против интересов традиционных групп, хотя сам он происходил из семьи олигархов.

## Память

Флаг Параибы

Вскоре после смерти Песоа столица Параибы, ранее также называвшаяся Параиба, была переименована в его честь, получив нынешнее название Жуан-Песоа.
Также после гибели Песоа, 25 сентября 1930 года был принят новый флаг Параибы. Красный цвет на нём, по одной из версий, означает кровь Песоа, а чёрный — траур жителей штата. Кроме того, на флаге присутствует слово nego, которое в переводе с португальского означает «отрицаю». Такую телеграмму Жуан Песоа отправил своему дяде, Эпитасиу Песоа, в ответ на просьбу последнего поддержать кандидата в президенты Жулиу Престиса.